# Friedrich von Esebeck
Friedrich Wilhelm Carl Julius Freiherr von Esebeck (* 23. August 1870 in Weimar; † 25. Mai 1951 in Berlin) war ein deutscher General der Infanterie.

## Leben

### Herkunft
Seine Eltern waren der preußische Hauptmann Friedrich von Esebeck (1835–1870) und dessen Ehefrau Anna, geborene von Pappenheim (* 1846).

### Militärkarriere
Esebeck trat am 1. April 1890 als Fahnenjunker in das 1. Garde-Regiment zu Fuß der Preußischen Armee in Berlin ein und wurde dort am 18. November 1890 zum Fähnrich ernannt sowie am 2. August 1891 zum Sekondeleutnant befördert. Vom 1. Januar 1900 bis 21. Juli 1903 kommandierte man ihn zur weiteren Ausbildung an die Kriegsakademie, wo er zwischenzeitlich am 9. Februar 1900 Oberleutnant wurde. Es folgte vom 10. März bis 1. April 1904 eine Kommandierung zum Großen Generalstab. Mit der Beförderung zum Hauptmann kam Esebeck in den Generalstab des VII. Armee-Korps nach Münster. Mit Wirkung zum 27. Januar 1909 versetzte man Esebeck zu seinem Stammregiment zurück, wo er in der Folgezeit als Kompaniechef fungierte. Unter gleichzeitiger Beförderung zum Major am 1. Oktober 1912 kam er im Anschluss in den Großen Generalstab, versah dort sechs Monate Dienst und wurde dann Erster Generalstabsoffizier des XVI. Armee-Korps in Metz.
Diese Funktion sollte Esebeck über den Ausbruch des Ersten Weltkriegs hinaus innehaben und am 1. April 1915 Chef des Generalstabes werden. Vom 28. Dezember 1916 bis 10. April 1917 fungierte Esebeck als Erster Generalstabsoffizier der Heeresgruppe Deutscher Kronprinz und wurde im Anschluss Chef des Generalstabes der Armeeabteilung A unter dem General der Infanterie von Mudra. Die unterstellten Einheiten lagen zu diesem Zeitpunkt in den Vogesen und In Lothringen. Nachdem Esebeck am 27. Januar 1918 Oberstleutnant geworden war, ernannte man ihn am 18. Juni 1918 zum Chef des Generalstabes der 9. Armee. Knapp zwei Monate darauf folgte seine Ablösung und weitere Verwendung als Chef des Generalstabes des Gouvernements Metz.
Nach Kriegsende setzte man Esebeck ab 1. Januar 1919 zunächst als Chef des Generalstabes des VII. Armee-Korps ein. Zehn Monate später folgte die Ernennung zum Chef des Stabes des Wehrkreis VI in Münster und am 16. Mai 1920 erhielt Esebeck den Posten als Kommandant von Glatz. Als solcher wurde er am 1. Oktober 1920 zum Oberst befördert. Mit der Versetzung nach Frankfurt (Oder) am 6. Juni 1922 ernannte man Esebeck zum Kommandeur des 8. (Preußisches) Infanterie-Regiments und beförderte ihn am 1. Januar 1924 zum Generalmajor. Nach einem Jahr war er Infanterieführer III und wurde am 1. November 1926 Kommandeur der 1. Division. In dieser Funktion war er zugleich Befehlshaber im Wehrkreis I mit Sitz in Königsberg. Am 1. Februar 1927 folgte die Beförderung zum Generalleutnant. Esebeck wurde am 30. September 1929 von seinen Aufgaben entbunden, unter gleichzeitiger Verleihung des Charakters als General der Infanterie verabschiedet und in den Ruhestand versetzt. Man erteilte ihm am 20. April 1937 die Erlaubnis zum Tragen der Uniform des Infanterie-Regiments 8.

## Auszeichnungen
- Roter Adlerorden IV. Klasse[1]
- Kronenorden IV. Klasse[1]
- Eisernes Kreuz (1914) II. und I. Klasse[1]
- Ritterkreuz des Königlichen Hausordens von Hohenzollern mit Schwertern[1]
- Pour le Mérite[1] am 3. April 1918
- Ehrenritter des Johanniterordens[1]
- Preußisches Dienstauszeichnungskreuz[1]
- Ehrenkreuz des Fürstlichen Hausordens von Hohenzollern[1]
- Bayerischer Militärverdienstorden III. Klasse mit Schwertern[1]
- Ehrenkreuz des Ordens der Württembergischen Krone mit Schwertern[1]
- Hanseatenkreuz Hamburg[1]
- Braunschweiger Kriegsverdienstkreuz II. Klasse[1]
- Komtur des Hausordens vom Weißen Falken mit Schwertern[1]
- Ritterkreuz II. Klasse des Herzoglich Sachsen-Ernestinischen Hausordens[1]
- Lippisches Kriegsverdienstkreuz[1]
- Hanseatenkreuz Lübeck[1]
- Ehrenkreuz des Lippischen Hausordens III. Klasse[1]
- Eiserner Halbmond[1]